# Claudio Corti (ciclista)
Claudio Corti (Bergamo, 1º marzo 1955) è un ex ciclista su strada e dirigente sportivo italiano.
Fu campione del mondo dilettanti nel 1977, e poi professionista dal 1978 al 1989, vincendo due titoli nazionali, nel 1985 e 1986. Dopo il ritiro è stato direttore sportivo dei team Chateau d'Ax/Gatorade/Polti, Saeco, Lampre-Caffita, Barloworld e Colombia.

## Carriera
Passò professionista nel 1978 dopo aver vinto l'anno precedente fra i dilettanti il titolo mondiale e il Giro Baby. Tra i professionisti fu attivo dal 1978 al 1987, vincendo due campionati italiani consecutivi, due Giri del Friuli, un Giro del Trentino e una Coppa Sabatini; in maglia azzurra si piazzò secondo ai campionati del mondo 1984 a Barcellona e quinto l'anno successivo.
Nel 1990, dopo essere sceso di sella due anni prima, guidò la Chateau d'Ax, divenuta quindi Gatorade e Polti. Nel 1995 svolse fu direttore organizzativo dell'Agsc (Associazione Gruppi Sportivi Ciclismo) e nel 1997 ritornò sull'ammiraglia con la Saeco. Dopo l'anno alla Lampre-Caffita nel 2005, dal 2006 al 2009 è stato direttore sportivo del Team Barloworld; nel 2012 è infine entrato nello staff tecnico della Colombia, formazione Professional Continental che ha guidato per quattro anni, fino alla dismissione avvenuta a fine 2015.

## Palmarès
- 1977 (dilettanti)

Campionati del mondo, Prova in linea Dilettanti
Classifica generale Giro Baby
Classifica generale Giro della Regione Friuli Venezia Giulia
Trofeo Salvatore Morucci
Trofeo Alcide De Gasperi
1ª tappa Grand Prix Tell (Emmen > Disentis)
- 1978 (dilettanti)

Trofeo Branzi
- 1980 (San Giacomo-Benotto, una vittoria)

Giro del Friuli
- 1984 (Sammontana-Campagnolo, una vittoria)

Giro del Friuli
- 1985 (Supermercati Brianzoli, tre vittorie)

Giro del Veneto (valido come campionati italiani)
Giro di Romagna
Giro dell'Umbria
- 1986 (Supermercati Brianzoli, due vittorie)

Giro di Toscana (valido come campionati italiani)
Gran Premio Città di Camaiore
- 1987 (Supermercati Brianzoli, due vittorie)

2ª tappa Giro del Trentino (Predazzo > Peio Fonti)
Classifica generale Giro del Trentino
- 1988 (Chateau d'Ax, una vittoria)

Coppa Sabatini

### Altri successi
- 1977 (dilettanti)

Prologo Grand Prix Tell (Lucerna, cronosquadre)
- 1984 (Sammontana-Campagnolo)

Gran Premio C.R.S. Impianti-Trofeo Francesco Civettini
- 1985 (Supermercati Brianzoli)

Criterium di Barlassina
- 1986 (Supermercati Brianzoli)

Criterium di Grandate
Criterium di Lariano

## Piazzamenti

### Grandi Giri
- Giro d'Italia

1978: 30º
1979: 28º
1981: 34º
1981: 67º
1982: 60º
1983: 109º
1984: 97º
1985: non partito (17ª tappa)
1986: 5º
1987: non partito (20ª tappa)
1988: 54º
1989: 95º
- Tour de France

1987: ritirato (11ª tappa)
- Vuelta a España

1985: 54º

### Classiche monumento
- Milano-Sanremo

1978: 136º
1979: 120º
1982: 65º
1983: 101º
1984: 62º
1985: 90º
1986: 87º
1989: 73º
- Liegi-Bastogne-Liegi

1982: 32º
1986: ritirato
- Giro di Lombardia

1978: 14º
1981: 17º
1982: 27º
1983: 24º
1984: 24º
1985: 6º

### Competizioni mondiali
- Campionati del mondo su strada

San Cristóbal 1977 - In linea Dilettanti: vincitore
Barcellona 1984 - In linea: 2º
Giavera del Montello 1985 - In linea: 11º
Colorado Springs 1986 - In linea: 53º

## Politica
È stato candidato sindaco di Curno per la Lega Nord nelle elezioni amministrative del 6 maggio 2012 giungendo terzo con il 19,41% dei voti dietro a Perlita Serra del Centrosinistra e al sindaco uscente Angelo Gandolfi del Centrodestra e venendo pertanto eletto come consigliere comunale di minoranza.